# Buste d'un homme portant un gorgerin et un béret à plumes
Buste d’un homme portant un gorgerin et un béret à plumes est une peinture à l'huile de format portrait sur panneau de chêne du peintre du Siècle d'or néerlandais Rembrandt datant d'environ 1626. Elle se trouve dans une collection privée. On pense qu'il s'agit de la plus ancienne peinture avec une seule personne de Rembrandt.
Elle est stylistiquement étroitement liée aux autres premiers travaux du jeune Rembrandt. Après des spéculations sur l'identité de l'homme représenté, l'opinion qui prévaut aujourd'hui est que l'image est l'une des nombreuses tronies de l'artiste.

## Histoire
Buste d’un homme portant un gorgerin et un béret à plumes est peint alors que le jeune Rembrandt, au début de la vingtaine, travaille à Leyde. L'analyse aux rayons X montre que l'ouvrage a été peint sur une œuvre antérieure représentant la tête d'un vieil homme.
En 1620, Rembrandt commence un apprentissage de trois ans et demi chez Jacob van Swanenburgh à Leyde, connu pour ses représentations de l'enfer, qui a peut-être initié Rembrandt aux effets de la lumière. En 1624, Rembrandt se rend à Amsterdam et étudie avec Pieter Lastman pendant six mois. Les premières œuvres connues de Rembrandt sont le cycle en cinq parties Les cinq sens et le Christ chassant les changeurs du temple, suivi de plusieurs peintures religieuses et historiques. Le Buste d'un homme avec un gorgerin et un béret à plumes est le plus ancien portrait survivant de Rembrandt d'une seule personne. C'est aussi le prototype de nombreux autres portraits et tronies que Rembrandt peint dans les plus de quarante années qui suivent et dans lesquels les modèles, représentés de demi-profil, se tournent vers le spectateur,.
L'histoire du tableau n'est pas connue avec beaucoup de certitude. Selon un rapport d'expertise de Cornelis Hofstede de Groot, qu'il a préparé pour Jacques Goudstikker en février 1929, le buste appartenait autrefois à Léo Nardus et, après son émigration en Tunisie, au marchand d'art néerlandais Arnold van Buuren qui l'a vendu à ses collègues Böhler & Goudstikker. De 1930 à 1937, il fait partie de la collection de Heinrich Thyssen au  château de Rohoncz à Rechnitz. Thyssen transporte le tableau à la Villa Favorita à Lugano et le lègue à sa fille Margit von Batthyány en 1947. Avant 1954, le tableau entre en possession du collectionneur suisse JH van Stratum.
Le 29 mars 1974, le tableau est proposé aux enchères par Christie's à Londres, à la demande de van Stratum, mais reste invendu. En 2000, il est exposé au Mauritshuis de La Haye, prêté par les collectionneurs new-yorkais Herman et Lila Shickman. Il entre ensuite  en possession du marchand d'art hollandais Robert Noortman. En avril 2002, il est acheté par Pieter Dreesmann (fils d'Anton Dreesmann, fondateur de la chaîne de grands magasins hollandaise V&D) et Olga Dreesmann, puis vendu chez Christie's à Londres en 2012,.

## Valeur
Le 3 juillet 2012, le tableau est vendu aux enchères chez Christie's à Londres avec d'autres tableaux de la collection Dreesmann comme pièce maîtresse. Le prix estimé se situait entre huit et douze millions de livres sterling. L'attribution est réalisée à 7,5 millions de livres sterling (9,32 millions d'euros), ce qui équivaut à un prix de 8 441 250 £ (10,5 millions d'euros) prime incluse,.

## Description
L'identité du sujet n'est pas connue, mais on pense qu'il s'agit d'une étude de personnage ou tronie d'un personnage historique, vêtu d'un costume avec un gorgerin, parfois aussi nommé gorgerette ou guloie en ancien français, et portant un béret à panache de plumes, à la mode au XVe siècle, peut-être inspiré d'une gravure sur bois d'un lansquenet.
Le tableau montre un homme d'âge moyen, tourné vers la gauche, avec des cheveux bruns bouclés tombant sous ses épaules et une fine moustache, tournant la tête et regardant le spectateur par-dessus son épaule gauche. Il porte un manteau rouge saumon sur une veste en cuir jaune-brun, dont la doublure bleue est visible comme une bande étroite. Il porte un gorgerin de fer et une ceinture olive terne qui va de l'épaule droite sous le manteau à la hanche gauche. Le bras gauche est couvert par le manteau ;  la poignée d'une épée de cour ou d'une masse se trouve entre son bras droit et son torse. La coiffe est un béret de velours bleu-gris, échancré sur tout le pourtour, orné d'une large plume blanche et verte. Le béret jette une ombre sur l'œil droit de l'homme en raison de la lumière tombant du haut à gauche, tandis que le côté gauche du visage est éclairé. En arrière-plan, le mur gris en maçonnerie est fissuré, sur laquelle se trouve la signature RH. v Rin, à droite du béret. Cette signature est inhabituelle et a sans doute été ajoutée plus tard par quelqu'un d'autre.

## Technique

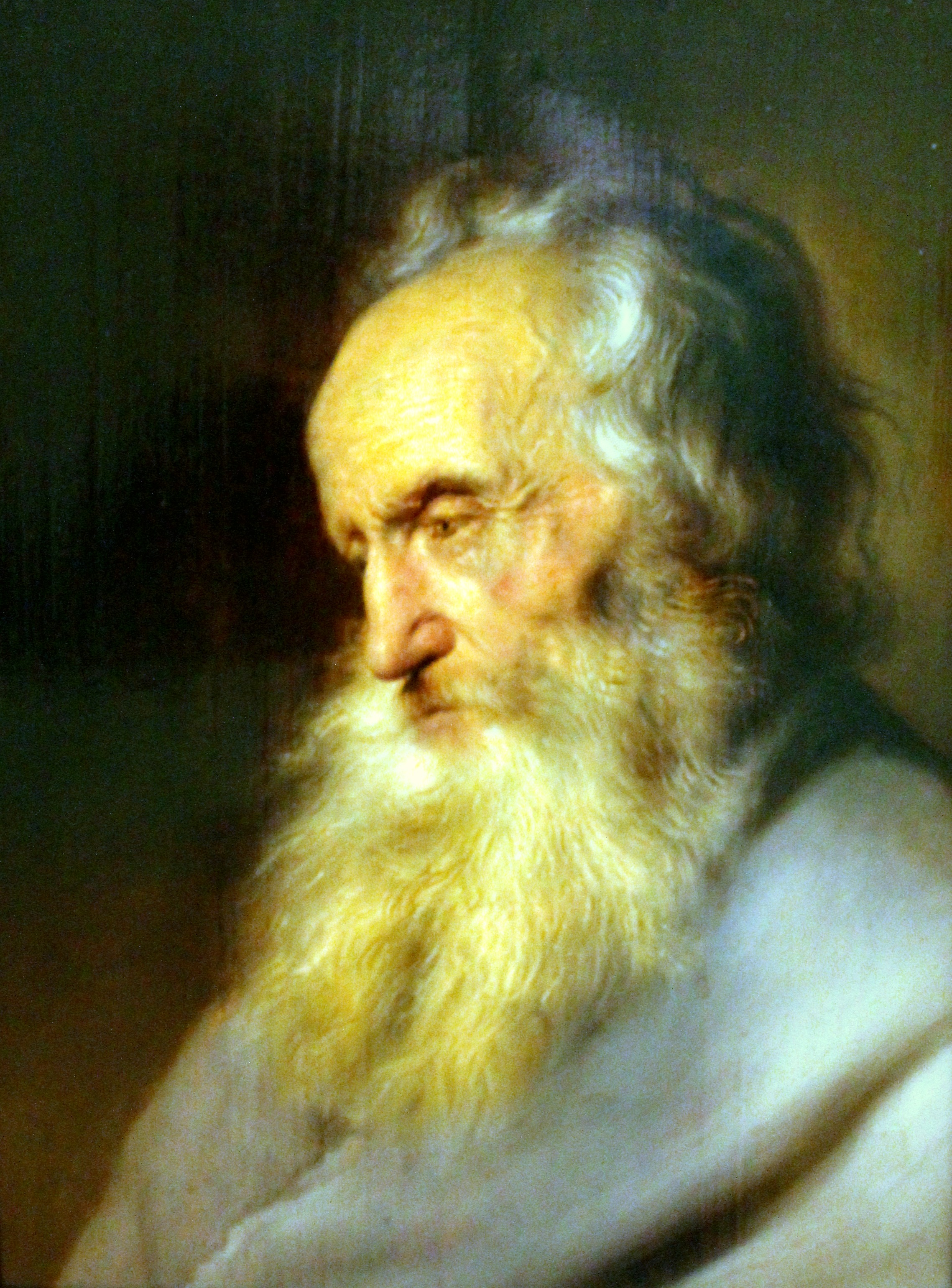
Jan Lievens, Buste d'un vieil homme, 1624, musée des Beaux-Arts de Leipzig.

Le format de la peinture est de 38,8 × 29,4 cm ; elle est peinte à l'huile sur du bois de chêne avec une veinure verticale. Le support est constitué d'une seule planche de neuf millimètres d'épaisseur à droite et de trois millimètres à gauche. À gauche, un morceau de 2,6 × 29,4 cm a été ajouté ; sur le bord supérieur, il y a une déchirure à environ trois centimètres du bord gauche, d'environ 8 cm de long ; quelques trous, peut-être des trous de clous, certains à travers les bords supérieur et inférieur, de la peinture et du vernis manquent dans la zone. Sous le tableau se trouve une représentation antérieure qui a été repeinte, identifiée sur une radiographie comme le portrait d'un vieil homme chauve et barbu, la tête baissée, regardant à gauche. Il n'est pas possible de déterminer s'il s'agit d'un tableau de Rembrandt ou de l'œuvre d'un autre peintre. Le style du portrait repeint rappelle les portraits de vieillards de Jan Lievens, comme le Buste d'un vieil homme au musée des Beaux-Arts de Leipzig. L'hypothèse a été émise que Rembrandt aurait peint le portrait sur une image abandonnée de Lievens. Cette hypothèse n'est pas documentée, mais ne peut pas être exclue. Le bois d'un autoportrait de Jan Lievens s'est avéré provenir du même arbre que le Samson trahi par Dalila de Rembrandt à la Gemäldegalerie (Berlin). Apparemment, aucune tentative n'a été faite pour enlever l'ancienne couche de peinture, contrairement au David avec la tête de Goliath devant Saul  du Kunstmuseum (Bâle) ou à la Minerve de la Gemäldegalerie (Berlin). De ce fait, l'apprêt n'est pas perceptible, et le relief de l'ancienne application de peinture se discerne à plusieurs endroits sur l'Homme portant un gorgerin,.
Le tableau est en assez bon état. Il est cependant marqué par un grand nombre de retouches. Certaines d'entre elles ont été entreprises pour corriger les pertes de couleur qui s'étaient produites, et certaines ont été faites pour empêcher que des parties de l'image originale repeinte ne transparaissent

## Analyse
Le sujet est représenté dans une pose typique de l'œuvre de Rembrandt, le sujet regardant par-dessus l'épaule gauche. Il utilise une source de lumière exagérée, créant des reflets lumineux et des ombres profondes, peut-être inspirées par Le Caravage.
Bien que la peinture soit unique en tant que portrait d'une seule personne dans les premiers travaux de Rembrandt, un certain nombre de parallèles avec d'autres œuvres du jeune Rembrandt peuvent être discernés qui, pris ensemble, ont levé tout doute quant à l'authenticité de la peinture. Par exemple, l'œil gauche du modèle présente une réflexion transversale en croissant inhabituelle, que l'on retrouve également dans le Tableau d'histoire dans les yeux du secrétaire, du deuxième homme agenouillé et de l'homme à la main levée prêtant serment. Ces deux peintures partagent également plusieurs particularités dans l'habillement des personnages représentés, comme le béret aux bords crantés et deux plumes de couleurs différentes. La manière dont la moustache et la barbe ont été posées sur la peinture correspond au procédé utilisé pour La Parabole du riche idiot de Berlin de 1627. La forte incidence de la lumière et l'ombre portée qu'elle provoque rappellent La Lapidation de saint Étienne et La Partie de musique ou Un Concert,.

Œuvres de jeunesse de Rembrandt
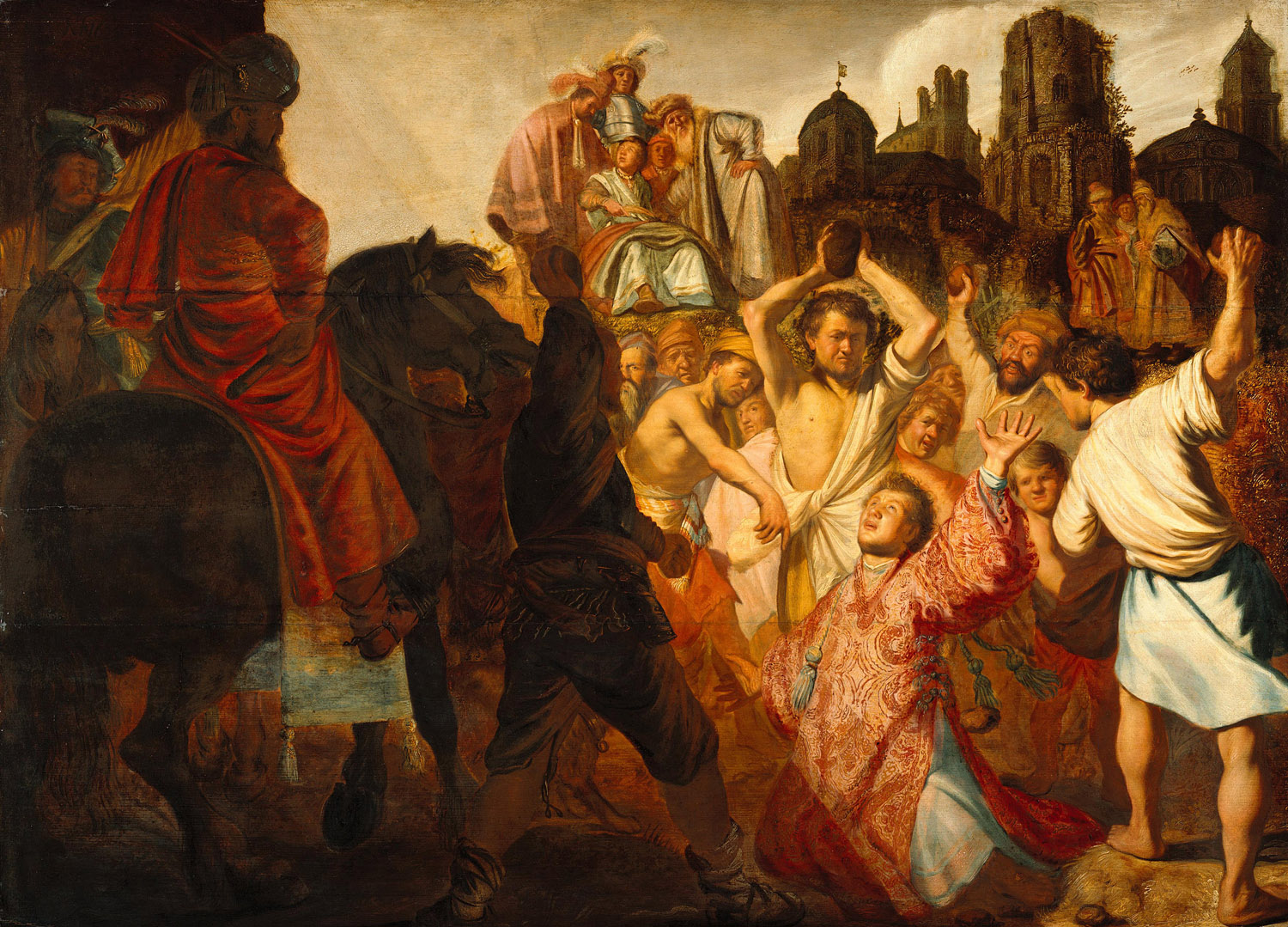
La Lapidation de saint Étienne, huile sur panneau de chêne, 1625, Musée des Beaux-Arts de Lyon.
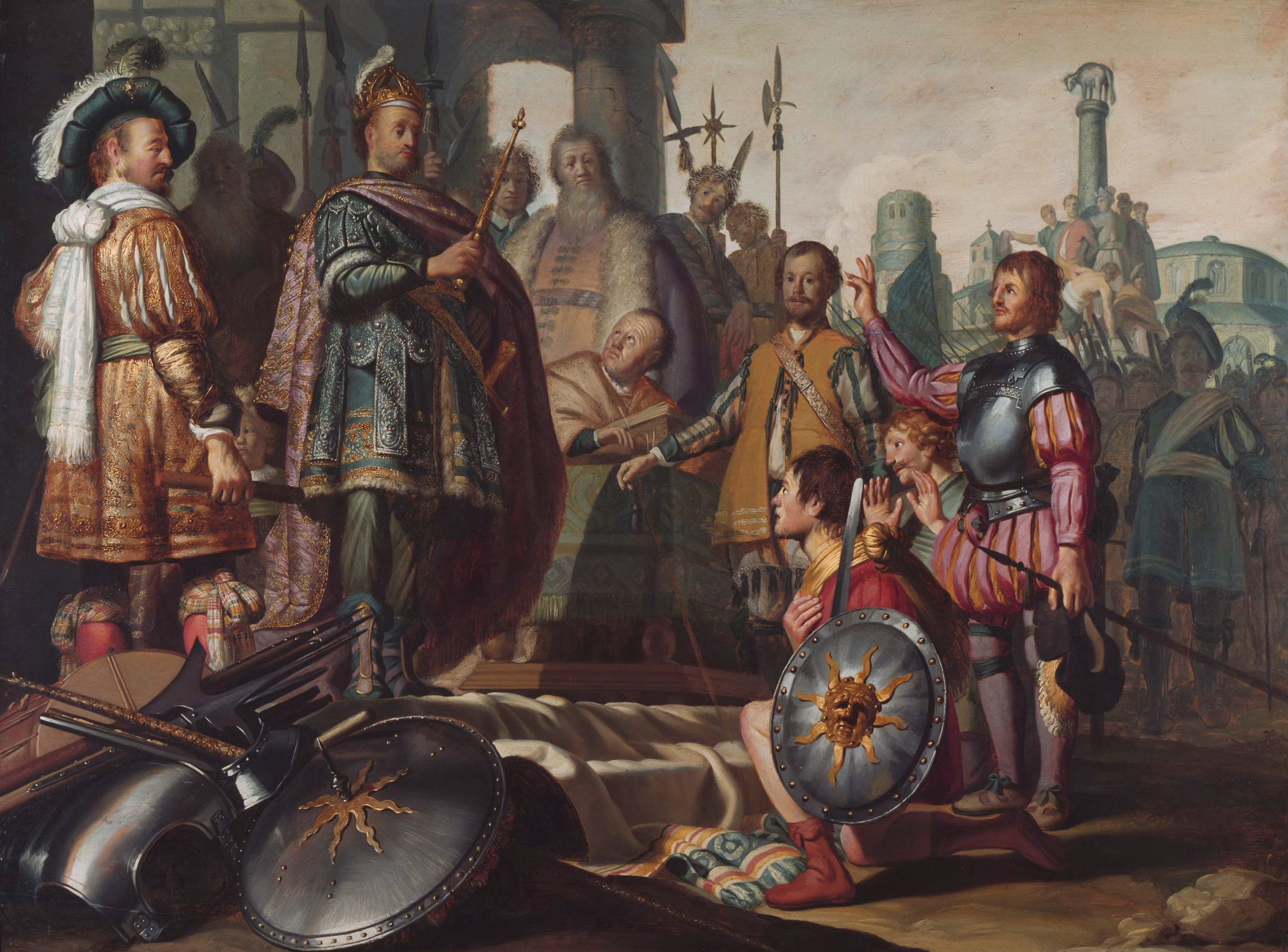
Tableau d'histoire (peut-être Palamède devant Agamemnon), huile sur panneau, 1626, Musée De Lakenhal, Leyde.
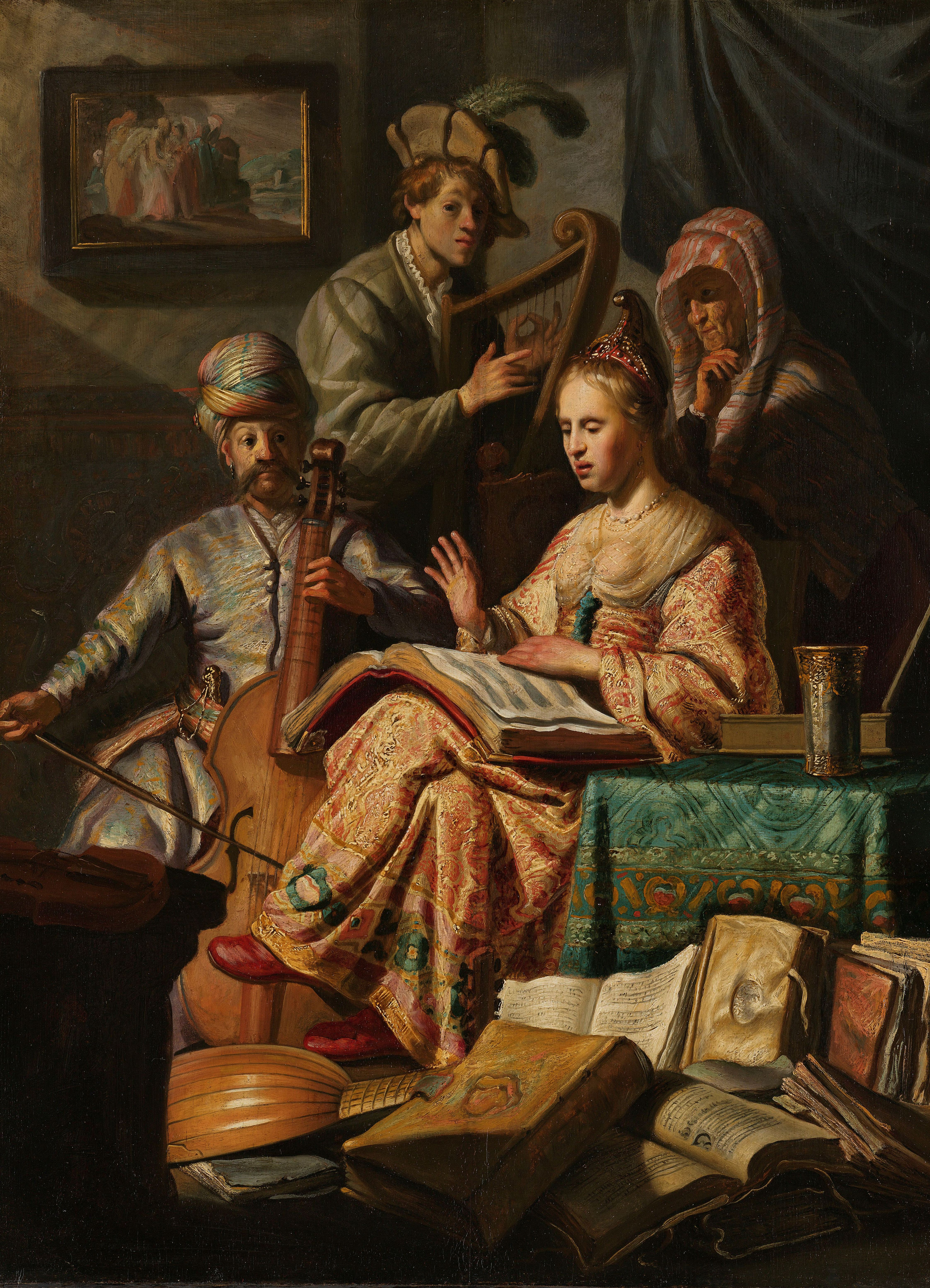
La Partie de musique ou Un Concert, huile sur panneau, 1626, Rijksmuseum Amsterdam.
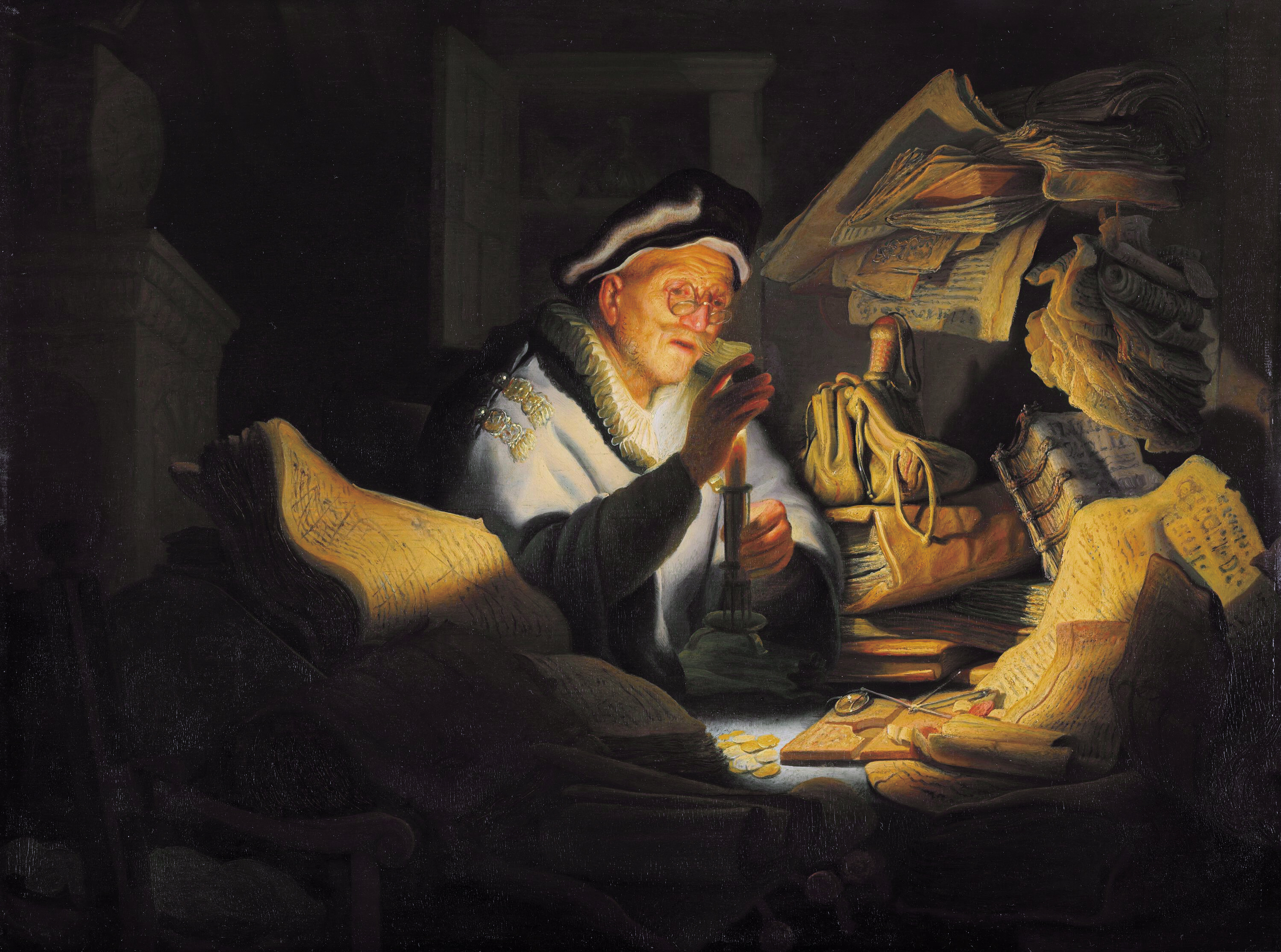
La Parabole du riche idiot, huile sur panneau, 1627, Gemäldegalerie (Berlin).
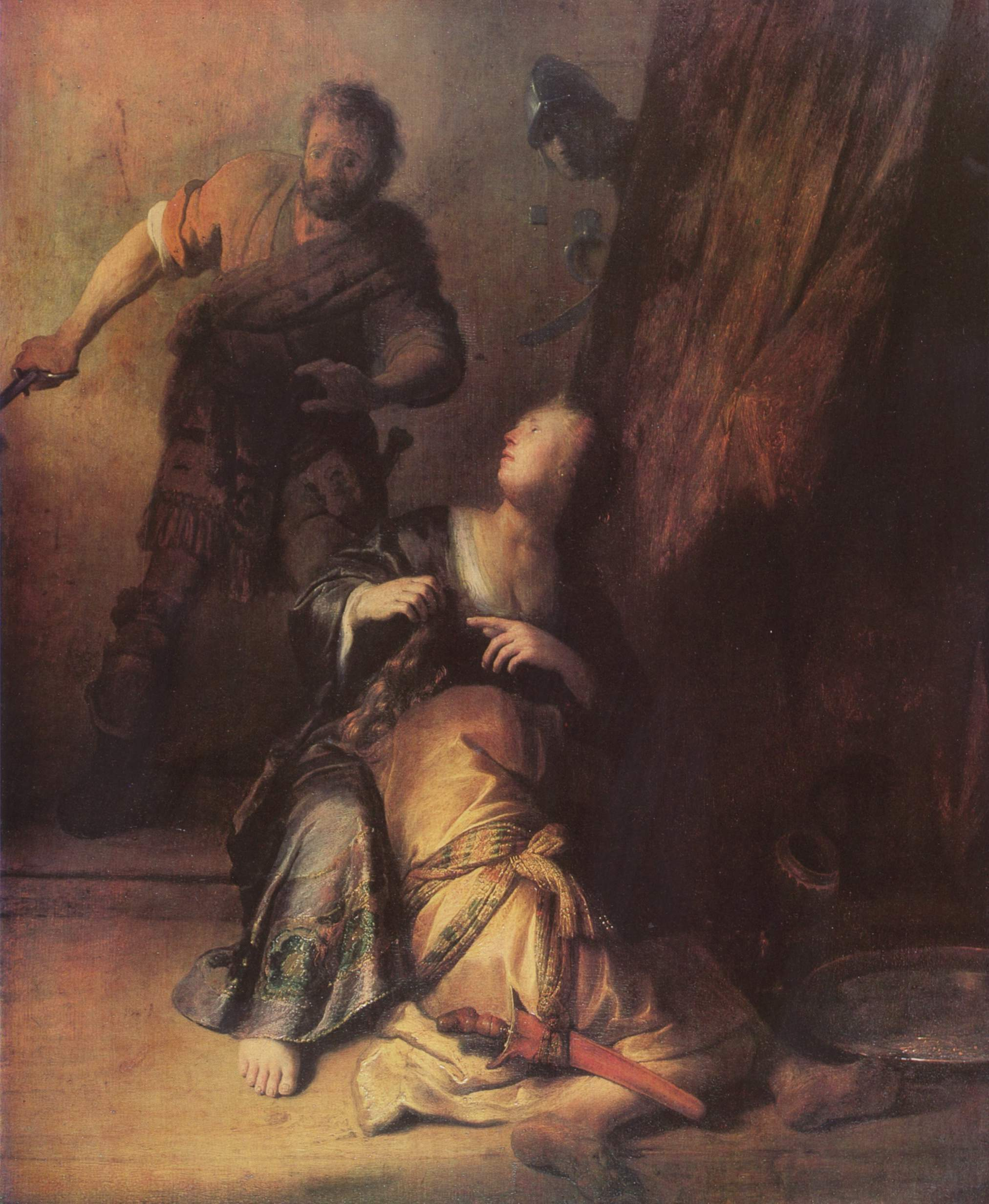
Samson trahi par Dalila, huile sur panneau, 1629-1630, Gemäldegalerie (Berlin).

Les premières publications sur la peinture sont un catalogue et un article dans une revue d'art à la suite de l'exposition de peintures du château de Rechnitz qui a eu lieu en 1930-1931 à la Neue Pinakothek de Munich. Dans le catalogue raisonné d'Abraham Bredius, publié en 1936, le tableau est répertorié sous le no 132 comme authentique. Le baron Thyssen-Bornemisza est donné comme propriétaire dans la section « tableau », tandis que les notes indiquent que le tableau provient d'une collection privée à Bruxelles. Kurt Bauch donne également le tableau comme authentique en 1966 avec le numéro 109. Horst Gerson lui attribue le numéro 28 dans son propre catalogue raisonné en 1968 et conserve le numéro 132 dans sa révision du catalogue raisonné de Bredius,. Les spécialistes du Rembrandt Research Project (RRP) considèrent également l'œuvre comme authentique dans le premier volume de leur Corpus of Rembrandt Paintings en 1982 et lui attribuent le numéro A 8. Christian Tümpel suit en 1986 et lui décerne le no 126. Dans le sixième volume du corpus de 2015, elle reçoit le numéro 6.
Dans sa monographie sur les premiers travaux de Rembrandt, Kurt Bauch émet l'hypothèse que la personne représentée pourrait être le frère de Rembrandt, Adriaen. Cela a été rejeté dans les spécialistes comme infondé. Aujourd'hui, l'avis dominant est que les vêtements du personnage ne conviennent pas à un soldat néerlandais contemporain et que la moustache, qui est exotique à l'époque, parle également pour une tronie précoce. Il est incontestable que le portrait a été peint d'après un modèle vivant. En ce qui concerne l'équipement, des représentations contemporaines du personnage italien de Capitan (commedia dell'arte) ont été signalées comme modèles possibles. D'autres auteurs se réfèrent à des gravures sur bois allemandes du XVIe siècle, qui montrent des lansquenets et des mercenaires suisses dans des costumes extravagants. Rembrandt possédait de telles gravures sur bois en 1656 et les connaissait peut-être depuis son plus jeune âge,.

## Copie
Il existe un exemplaire à l'huile sur panneau au format 39,5 × 39,5 × 33 cm dans une collection privée aux États-Unis. Cette copie a été vendue aux enchères le 25 mai 1952 par Christie's à Londres, lot 148. À l'époque on pensait qu'il s'agissait d'un tableau de Willem de Poorter. Après la vente aux enchères, le tableau appartenant à Wilhelm Reinhold Valentiner est identifié comme un original de Rembrandt. Cependant, ce point de vue est resté une opinion isolée et a été réfuté par le Rembrandt Research Project. La peinture est d'abord entrée en possession du marchand d'art new-yorkais Mortimer Brandt et est apparue en couleur sur la couverture du magazine américain The Connoisseur en mars 1954. En raison du coup de pinceau et de la qualité générale, la copie est considérée comme une imitation libre, le peintre n'ayant aucun lien avec Rembrandt ou son atelier.

## Expositions
- Neue Pinakothek, Munich, Sammlung Schloss Rohoncz. Gemälde (Collection de peintures du château de Rohoncz), 1930- 1931
- Musée De Lakenhal, Leyde, Rembrandt als Leermeester (Rembrandt comme maître), 1er juin au 1er septembre 1956
- Kunstmuseum Basel, Im Lichte Hollands. Holländische Malerei des 17. Jahrhunderts aus des Sammlungen des Fürsten von Liechtenstein und aus Schweizer Besitz (À la lumière de la Hollande, peinture hollandaise du XVIIe siècle issue des collections du Prince de Liechtenstein et de propriété suisse), 14 juillet au 27 septembre 1987
- Musée national du Victoria, Melbourne, Rembrandt: A Genius and his Impact (Rembrandt : un génie et son impact), 1er octobre au 17 décembre 1997
- Galerie nationale d'Australie, Canberra, Rembrandt: A Genius and his Impact (Rembrandt : un génie et son impact), 17décembre 1997 au 15 février 1998
- Mauritshuis, La Haye, Niederlande. Ausstellung Zomerpresentatie: Ontmoetingen in het Mauritshuis / Summer Presentation: Face to Face at the Mauritshuis (Présentation estivale : Face à face au Mauritshuis), 15 avril au 10 septembre 2000
- Gemäldegalerie Alte Meister (Cassel), Der junge Rembrandt. Rätsel um seine Anfänge (Le jeune Rembrandt, mystère de ses débuts), 3 novembre 2001 au 27 janvier 2002
- Musée de la maison de Rembrandt, Amsterdam, Niederlande. Ausstellung Het mysterie van de jonge Rembrandt (Le mystère du jeune Rembrandt), 20 février au 26 mai 2002
- Musée Städel, Francfort-sur-le-Main, Rembrandt Rembrandt, 1er février au 11 mai 2003
- Albertina, Vienne (Autriche), Rembrandt, 26 mars au 27 juin 2004
- Musée Van-Gogh, Amsterdam, Rembrandt - Caravaggio, 24 février au 18 juin 2006